# Another End
 (février 2024).
Si vous disposez d'ouvrages ou d'articles de référence ou si vous connaissez des sites web de qualité traitant du thème abordé ici, merci de compléter l'article en donnant les références utiles à sa vérifiabilité et en les liant à la section « Notes et références ».
Pour plus de détails, voir Fiche technique et Distribution.
Another End est un film italo-franco-britannique réalisé par Piero Messina et sorti en 2024.

## Fiche technique
Sauf indication contraire, les informations mentionnées dans cette section peuvent être confirmées par la base de données cinématographiques IMDb,  présente dans la section « Liens externes ».
- Titre français : Another End
- Réalisation et scénario : Piero Messina
- Costumes : Mariano Tufano
- Photographie : Fabrizio La Palombara
- Montage : Paola Freddi
- Musique : Bruno Falanga
- Pays d'origine :  Italie,  France,  Royaume-Uni
- Format : Couleurs
- Genre : science-fiction
- Durée : 129 minutes
- Dates de sortie :
  - Allemagne : 17 février 2024 (Berlinale)
  - Italie : 21 mars 2024
  - France : 28 mai 2025[1]

## Distribution
- Gael García Bernal : Sal
- Renate Reinsve : Zoe
- Bérénice Bejo : Ebe, la sœur de Sal
- Olivia Williams : Juliette

## Distinction

### Sélection
- Berlinale 2024 : sélection officielle, en compétition[2]